# Jüdischer Friedhof (Euskirchen, Alter Friedhof)

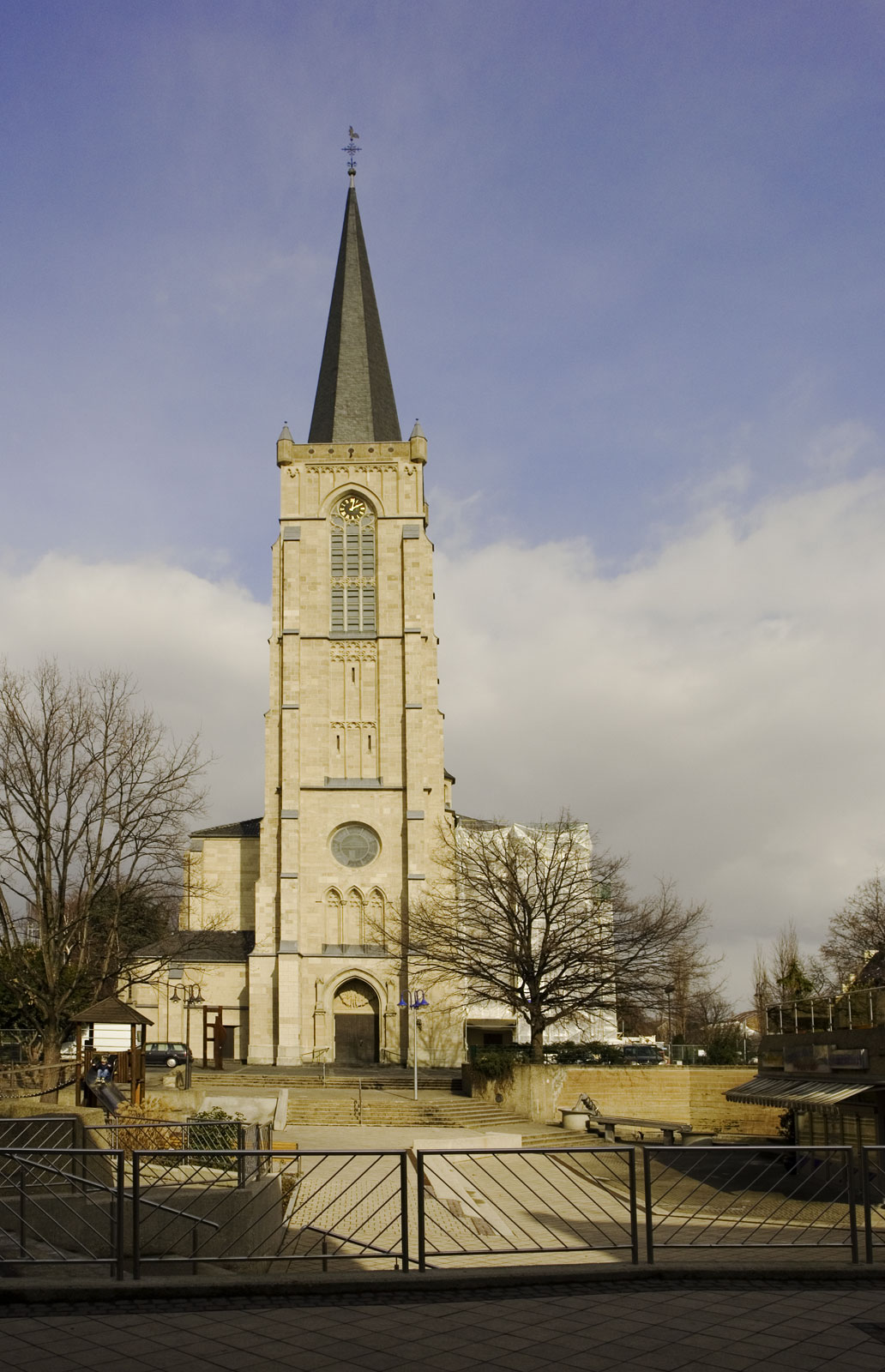
Die Herz-Jesu-Kirche

Der ehemalige Jüdische Friedhof Euskirchen lag in der Stadtmitte in der Breite Straße und wurde 1901 von der katholischen Pfarrgemeinde gekauft. 1906/08 wurde auf dem Begräbnisplatz die Herz-Jesu-Kirche erbaut.
Dieser alte Friedhof „Am Judenwall“ war von 1680 bis 1835 belegt worden. Um 1903/04 sollen die exhumierten Toten und ihre Grabsteine auf den Friedhof Euskirchen (Kölner Straße) verbracht worden sein.
Dem Talmudgebot zufolge soll eigentlich den Toten die Unversehrtheit ihrer Gräber für ewige Zeiten gewährleistet sein. Dieses Gebot wurde hier nicht beachtet.